# Đi tìm Nemo
Đi tìm Nemo (tiếng Anh: Finding Nemo, tại Việt Nam còn được gọi là Cuộc phiêu lưu của Nemo) là một bộ phim hoạt hình của Hoa Kỳ được công chiếu vào năm 2003. Phim do Andrew Stanton viết kịch bản, Stanton và Lee Unkrich đạo diễn, hai hãng Walt Disney và Pixar đồng sản xuất. Phim nói về câu chuyện của chú cá hề Marlin (do Albert Brooks lồng tiếng) cùng với một con cá khác là Dory (do Ellen DeGeneres lồng tiếng) đi tìm con trai của anh là Nemo (do Alexander Gould lồng tiếng). Trên đường đi anh hiểu ra một điều là con trai của mình - Nemo, có thể tự chăm sóc lấy bản thân mà không cần đến sự can thiệp của anh.
Bộ phim nhận được rất nhiều lời nhận xét tốt và giành giải cho bộ phim hoạt hình hay nhất. Nó nhận được doanh thu khổng lồ với khoảng 940 triệu đôla Mỹ trên toàn thế giới. Đây là bộ phim bán được nhiều đĩa DVD nhất trong lịch sử, với hơn 40 triệu bản được bán vào năm 2006. Vào năm 2008, Viện hàn lâm điện ảnh Mĩ điền tên bộ phim vào danh sách 10 bộ phim hoạt hình hay nhất từng được quay. Đây cũng là bộ phim đầu tiên Pixar không cho ra mắt vào tháng 11.

## Nội dung
Chú cá hề Marlin cùng vợ là Coral chuyển đến nhà mới. Nhưng một chuyện đã xảy ra, trong lúc chuyển đến nhà mới, Coral bị một con cá nhồng ăn thịt cùng ổ trứng. Marlin đau buồn vì chuyện này nhưng anh đã thấy một quả trứng vẫn còn trong san hô. Marlin tìm được quả trứng đó và hứa là sẽ không bao giờ đánh mất nó, đặt tên nó là Nemo - cái tên mà Coral thích.
Một thời gian sau, Nemo bắt đầu đi học ở trường, nhưng thường cảm thấy xấu hổ bởi sự quan tâm quá mức và dễ bị kích động của Marlin. Marlin không ngớt cảnh báo Nemo về sự nguy hiểm của biển cả vì chính ông cũng sợ nó, và cũng bởi một trong hai cái vây của Nemo lại bé hơn và nhẹ hơn nhiều so với cái kia bởi quả trứng của cậu đã bị hỏng một phần (cái vây may mắn của cậu). Muốn chứng tỏ rằng sự e ngại đó là vô căn cứ nên cậu đã không nghe lời cha, Nemo đã bơi ra ngoài để tận hưởng dòng nước và trên đường bơi, cậu bị một người thợ lặn bắt. Người thợ lặn có một máy chụp hình và đã ấn nút chụp hình Marlin, làm anh bị chói mắt. Marlin cố gắng bơi theo con tàu nhưng không kịp. Khi ông liều mạng tìm sự trợ giúp, ông đã gặp Dory, một con cá khác bị chứng mau quên, nhưng dù sao cô cũng không bi quan về cuộc đời, trái hẳn với Marlin. Họ đối đầu với ba con cá mập, Bruce, Anchor và Chum, chúng là thành viên của hội "Những con cá ăn thịt giấu tên", một tổ chức được đặt theo tên AA.
Marlin và Dory đã tìm được mặt nạ của người thợ lặn nhưng Dory đã bị thương và chảy máu sau khi tranh giành cái mặt nạ, tình cờ khuấy động đến Bruce làm hắn trở nên điên loạn và buộc phải chạy trốn đến một cái rãnh sâu sau khi suýt bị ăn thịt. Dory nhớ rằng cô có thể đọc và họ tìm ra rằng Nemo đã tới Sydney, Úc. Dory bất ngờ với chính bản thân vì đã nhớ được tên và địa chỉ trên đó. Cả hai chú cá Dory và Marlin đã nhìn thấy một ngọn đèn, nhưng sau đó thấy đó là một con cá có răng sắt - cá đèn lồng, và nó đang có ý định ăn thịt cả hai bọn họ. Con cá có răng sắt đeo mặt nạ của người bơi lặn, nhưng không chuyển động được tại mặt nạ đã bị cột trên một tảng đá. Một đàn cá đã chỉ dẫn họ đường tới dòng hải lưu phía đông Australia, và cũng khuyên họ nên đi vào hẻm dẫn tới đó. Tuy nhiên, chỉ có Dory được chỉ dẫn và do đãng trí nên không nhớ. Marlin không biết nên dẫn Dory đi lên trên hẻm núi. Do vậy họ đã suýt chết vì một bầy sứa.
Trong lúc đó, Nemo đang ở trong một bể cá của một nha sĩ. Người nha sĩ, Philip Sherman, đã bắt Nemo có ý định tặng Nemo cho đứa cháu gái Darla như một món quà sinh nhật; con cá khác trong bể, biết tới với cái tên cá bám bể, bao gồm cả một con cá tên Gill, một con tên Bloat, một con tôm Pháp tên Jacques, Deb/Flo, Peach (một con sao biển), Bubble một con cá vàng và Gurgle, lo sợ cô bé tên là Darla đến và sẽ bắt cá đi do vậy chúng có thể chết. Nemo than van về Darla và Nemo hỏi các con cá: "Có chuyện gì với cô bé này?" Con cá trả lời: "Bé sẽ không dừng lắc cái túi. Bé là kẻ giết cá!" Nemo rất sợ và rú lên: "Em không đi với cô bé này! Em phải trở về với bố!" Người đứng đầu của họ, Gill, đã vạch ra một kế hoạch trốn đi và gọi Nemo để làm tắc máy lọc nước. Lần đầu tiên không thành công, suýt nữa Nemo đã phải bỏ mạng, và Gill xin lỗi về việc đã gây nguy hiểm cho cậu chỉ vì lợi ích bản thân.
Marlin và Dory được tìm thấy bởi một đàn rùa biển đang bơi tới dòng hải lưu phía Đông nước Úc. Marlin đã kết bạn với con rùa Crush và con trai của anh là Squirt, Marlin kể về cuộc hành trình tìm con của mình với Dory và vài chú rùa con. Câu chuyện của Marlin được lan truyền tới toàn bộ các loài sinh vật dưới biển, cuối cùng được truyền tới Nemo nhờ một con bồ nông tên Nigel. Nemo đã rất vui vì thông tin này và quyết định tự mình làm kẹt cái máy lọc nước lần thứ hai và lần này thành công. Bể cá trở nên bẩn, và các con cá hi vọng rằng ông nha sĩ sẽ đưa chúng ra nhằm rửa bể; mỗi con được đưa vào một túi riêng, chúng có thể lăn ra ngoài cửa sổ và rơi xuống cảng. Tuy nhiên, trong lúc chúng đang ngủ, ông nha sĩ đã sử dụng một loại máy lọc nước hiện đại và có thể tự động làm sạch bể, làm hỏng âm mưu của đàn cá và Darla xuất hiện.
Marlin và Dory bị một con cá voi xanh nuốt phải và đưa họ tới Sydney một cách an toàn. Họ phải đối đầu với một con bồ nông và một đàn mòng biển đói trên bến cảng, họ được Nigel cứu và đưa tới văn phòng của ông nha sĩ khi ông đưa Nemo ra khỏi bể và cho vào một cái túi. Khi Darla tới, Nemo giả vờ chết, hi vọng rằng cậu sẽ bị đẩy xuống cái bồn cầu và có thể ra ngoài biển. Marlin và Dory thực sự bị sốc khi thấy Nemo nằm bẹp xuống và tin rằng cậu thực sự đã chết. Sau khi họ và Nigel bị đẩy ra ngoài cửa sổ, Nemo dậy và cứ giả vờ chết, nhưng Darla lắc cái túi và tin rằng cậu thực sự ngủ. Rốt cuộc thì Gill giúp Nemo trốn xuống ống dẫn nước ở trong cái bồn tắm của nha sĩ và ra biển.
Thất vọng vì tin rằng công cuộc giải cứu của anh là vô nghĩa, Marlin cảm ơn Dory và nói rằng anh sẽ tự về nhà. Tuy nhiên Dory bảo rằng cô sẽ tự về nhà một cách miễn cưỡng, nói rằng cô sẽ nhớ mọi thứ tốt hơn khi có Marlin bên cạnh. Marlin vẫn tự bơi về nhà, bỏ lại Dory tuyệt vọng bị lạc. Một cơ hội chợt đến khi Nemo tới và làm cô nhớ lại cuộc phiêu lưu cùng Marlin và họ đuổi kịp Marlin và đó là một sự sum họp hạnh phúc ngắn ngủi. Một lúc sau, Dory bị lạc vào lưới bắt cá cùng một đàn cá ở trong đó. Nemo có ý kiến để cứu cô bằng cách bảo đàn cá kéo cái lưới xuống, một mưu mẹo mà các con cá khác đã làm trong bể để cứu cậu khỏi cái lưới vớt cá của ông nha sĩ. Mặc dù Marlin sợ rằng cho Nemo làm việc này sẽ khiến anh mất cậu lần nữa, anh vẫn nhận ra rằng anh phải để Nemo làm việc này. Cuộc vận động được tiến hành, họ làm đứt cái tời, giải cứu Dory cùng cả đàn cá, và Marlin đoàn tụ với Nemo và xin lỗi cậu vì đã bảo vệ cậu quá mức cần thiết.
Khi trở về nhà, Marlin có thể cho Nemo có một cuộc phiêu lưu ở trường, và anh đã gây ấn tượng và nhận được sự kính trọng của hàng xóm vì đã bơi ngang qua đại dương để tìm con trai, đặc biệt sau khi sự tín nhiệm của anh được tăng cường bởi sự xuất hiện của ba con cá mập.

## Lồng tiếng
- Albert Brooks vai Marlin, con cá hề ocellaris, cha của Nemo và chồng của Coral
- Ellen DeGeneres vai Dory, cá đuôi gai xanh
- Alexander Gould vai Nemo, con cá hề ocellaris nhỏ, con trai của Marlin và Coral
- Willem Dafoe vai Gill, con cá thù lù
- Brad Garrett vai Bloat, con cá nóc
- Allison Janney vai Peach, con sao biển
- Austin Pendleton vai Gurgle, con cá gramma hoàng gia
- Stephen Root vai Bubbles, con cá đuôi gai vàng
- Vicki Lewis vai Deb / Flo, con cá thia đá
- Joe Ranft vai Jacques, con tôm bác sĩ nói tiếng Pháp
- Geoffrey Rush vai Nigel, con bồ nông Úc
- Andrew Stanton vai Crush, con đồi mồi dứa
- Elizabeth Perkins vai Coral, vợ của Marlin và mẹ của Nemo
- Nicholas Bird vai Squirt, con đồi mồi dứa nhỏ, con trai của Crush
- Bob Peterson vai Mr. Ray, một con cá ó sao, thầy giáo của Nemo
- Barry Humphries vai Bruce, con cá mập trắng lớn
- Eric Bana vai Anchor, con cá mập đầu búa
- Bruce Spence vai Chum, con cá mập mako vây ngắn
- Bill Hunter vai Philip Sherman, chú của Darla, nha sĩ đã bắt Nemo trên cái chuyến đi lặn
- Lulu Ebeling vai Darla Sherman, cháu gái cưng của nha sĩ Philip Sherman, hội bể cá gọi cô là kẻ giết cá
- Rove McManus vai con cua
- Jordy Ranft vai Tad, con Cá bướm mũi dài vàng là bạn học của Nemo
- Erica Beck vai Peark, con bạch tuộc flapjack là bạn học của Nemo
- Erik Per Sullivan vai Sheldon, con cá ngựa là bạn học của Nemo
- Katherine Ringgold vai Kathy, một con cá kỳ lân mũi to
- John Ratzenbenger vai một bầy cá chim dơi bạc